# Enrique Antía
Enrique Andrés Antía Behrens (Maldonado, 30 de noviembre de 1949) es un ingeniero agrónomo y político uruguayo, perteneciente al Partido Nacional. Se desempeñó como intendente de Maldonado para el período 2020-2025, y previamente, 2015-2020 y 2000-2005.

## Familia
Hijo de Consuelo Behrens Muñoz y del arquitecto Enrique Antía Arlo. 
En 1974 se graduó de la Universidad de la República como ingeniero agrónomo. Se desempeñó como técnico extensionista de la Cooperativa Nacional de Productores de Leche (CONAPROLE) durante veinte años.
Su sobrina Matilde es alcaldesa del Municipio CH.

## Carrera política
Inició su militancia en el Partido Nacional en el seno del Movimiento Universitario Nacionalista (MUN). Fue elegido diputado suplente y edil por el departamento de Maldonado al retornar la democracia en 1985.
Fue candidato a intendente de Maldonado en las elecciones municipales de 2000, resultando electo. 
Para las elecciones generales de 2004 se adhirió a la candidatura de Francisco Gallinal en la lista a la de la Correntada Wilsonista, resultando electo senador, para el periodo 2005-2010. Se volvió a postular a intendente de Maldonado en 2005, siendo derrotado por escaso margen por Óscar de los Santos, el candidato del Frente Amplio. 
En las internas de 2009, Antía se alzó con una amplia mayoría de la votación nacionalista en su departamento. Se postuló a la intendencia de Maldonado en las elecciones municipales de 2010, donde volvió a ser derrotado por Óscar de los Santos. En julio de ese año fue designado para conformar el directorio de la Administración Nacional de Usinas y Transmisiones Eléctricas (UTE).
Volvió a postularse a la Intendencia Departamental de Maldonado en las elecciones de 2015, siendo electo para cumplir un segundo mandato y terminando con 10 años de gobierno departamental del Frente Amplio. En 2019 fue precandidato a la presidencia por el Partido Nacional en las elecciones internas de ese año, liderando agrupación Mejor país, que nucleaba a intendentes de diversos departamentos del interior; obtuvo un 7.51 % de los votos, quedando en cuarto lugar en su partido.
En las elecciones municipales de 2020 fue electo Intendente de Maldonado con el  37,4% de los votos. Asumió por tercera vez el cargo el 26 de noviembre.
Finalmente, fue sucedido por Miguel Abella; un estrecho asesor y su director de Recursos Humanos, como intendente de Maldonado, cargo que traspasó el día 10 de julio de 2025.